# Ventosa (Golada)
Ventosa (oficialmente, San Xulián de Ventosa) es una de la parroquias pertenecientes al ayuntamiento de Golada, Pontevedra, Galicia (España). Según el IGE en 2013 tenía 305 habitantes distribuidos entre 12 aldeas.
Cuenta con aproximadamente 200 vecinos que viven casi en exclusiva de la ganadería.
Las fiesta locales son el domingo de Pascua. También tiene la fiesta de la Carballeira, el primer sábado de agosto.
La fiesta local del pueblo es el 8 y 9 de septiembre en homenaje a las Vírgenes María del Amor Hermoso y María Auxiliadora.

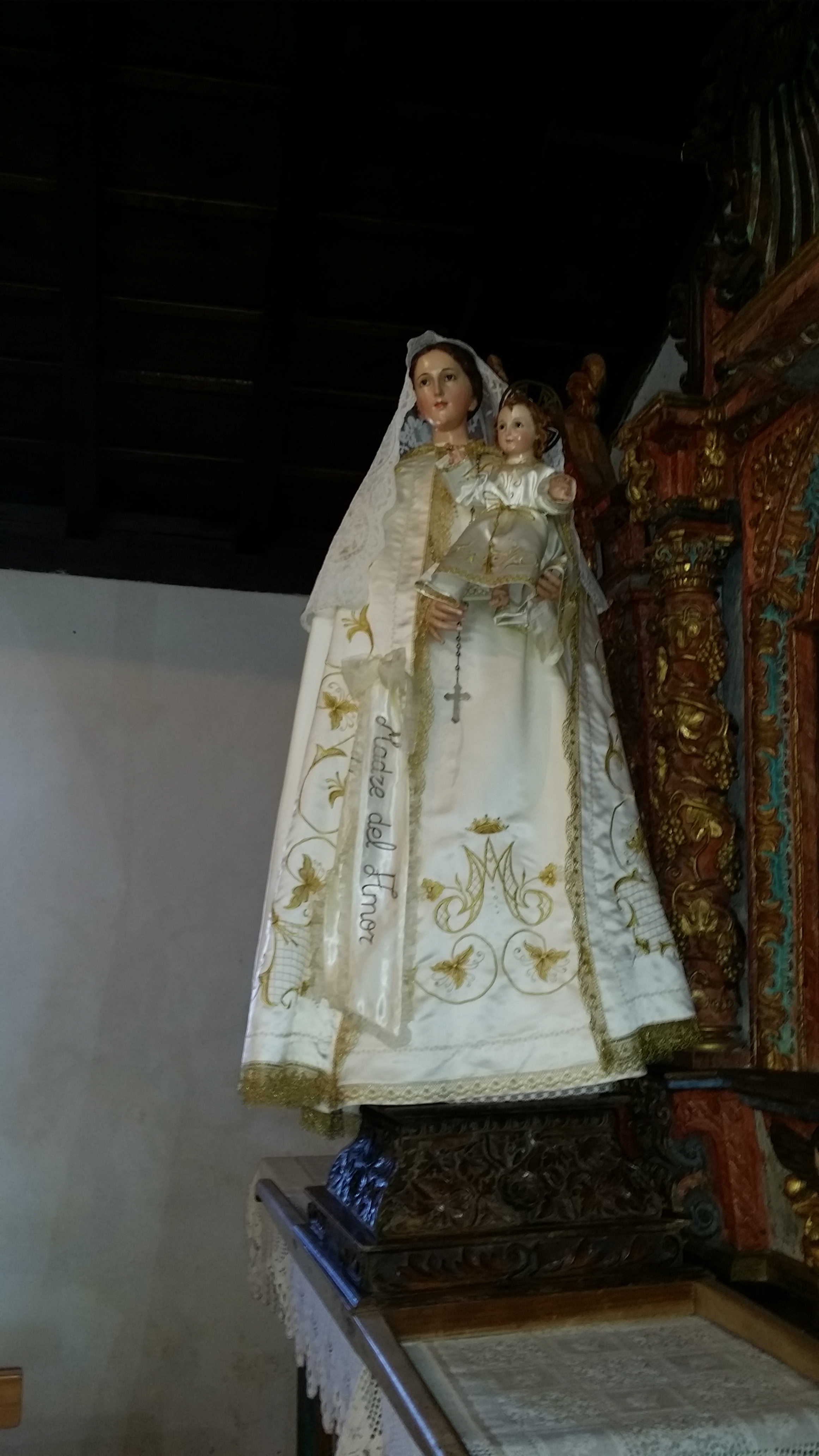
María Amor Hermoso.
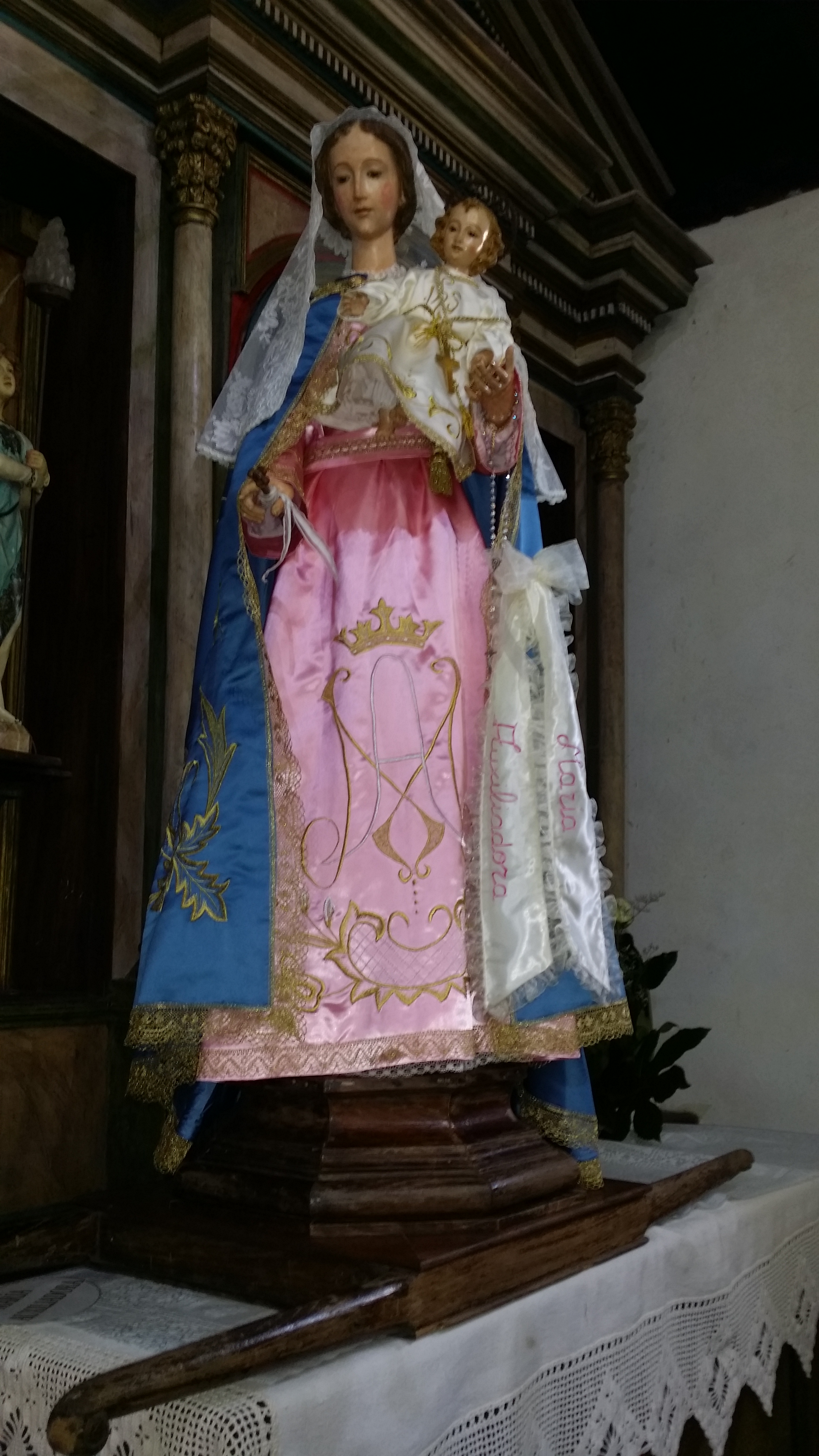
María Auxiliadora

Ventosa tiene una iglesia románica del siglo XII que es la capital rural. 

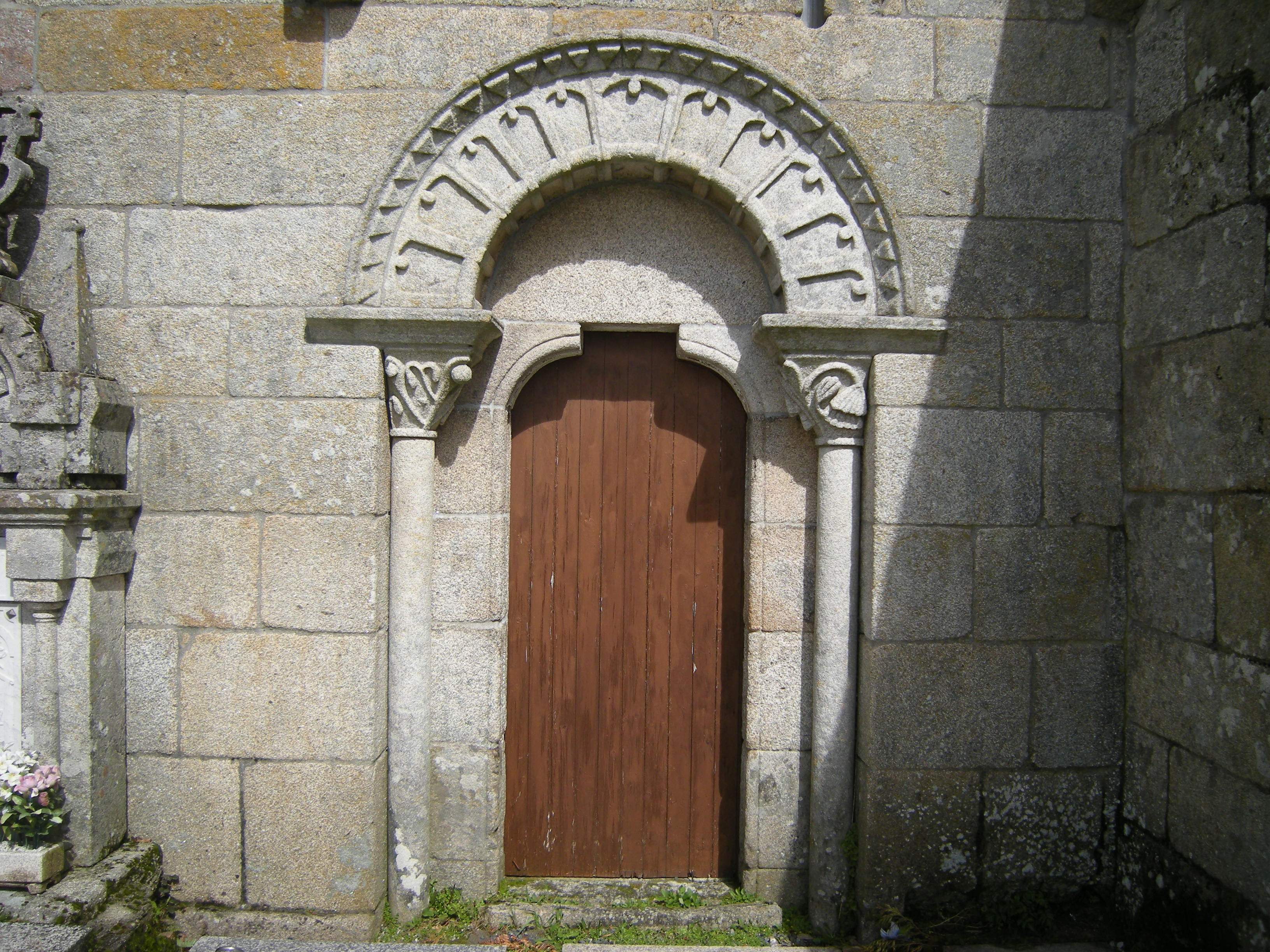
Portada meridional de la iglesia de ventosa.
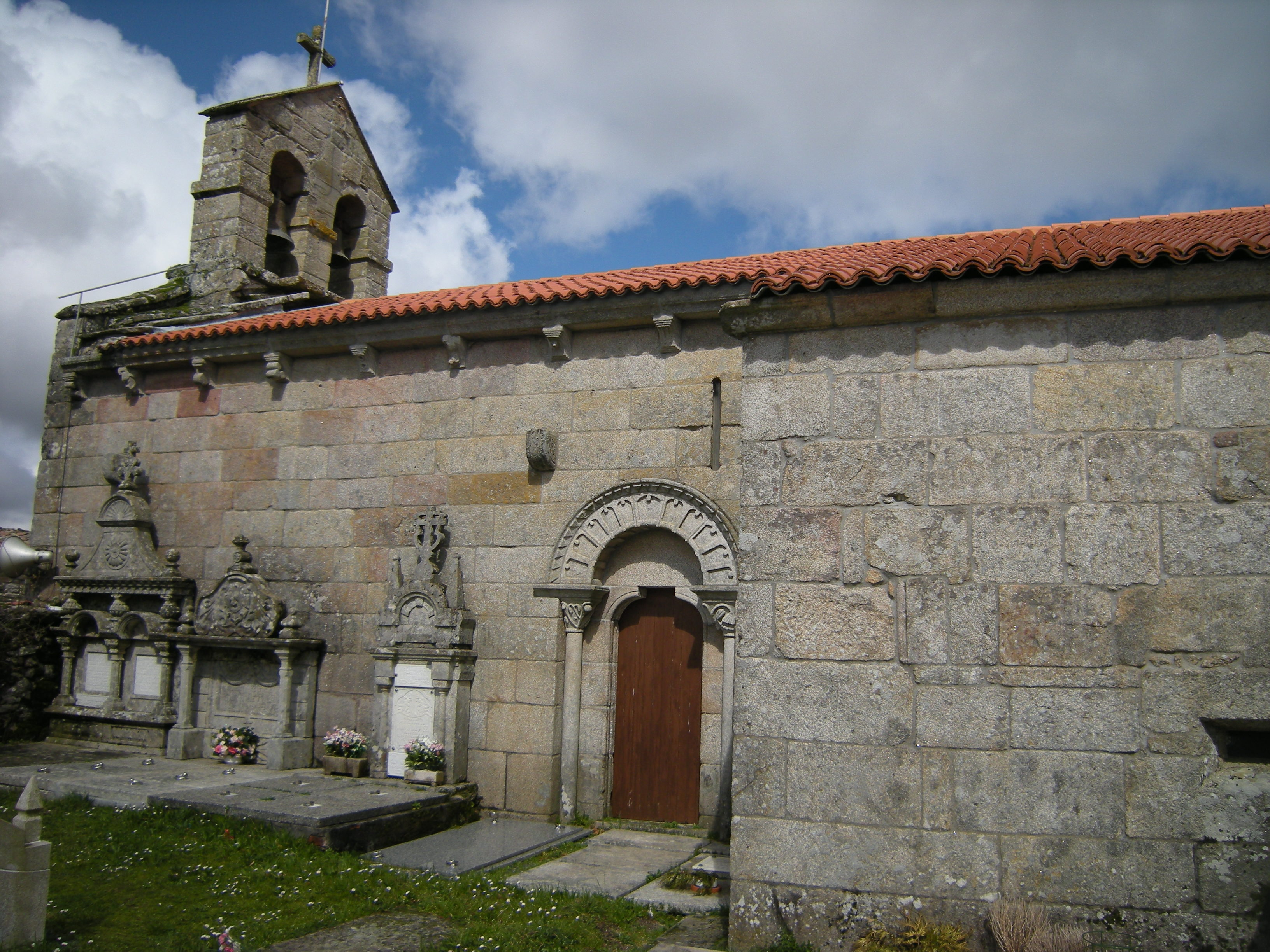
Muro sur del la iglesia.
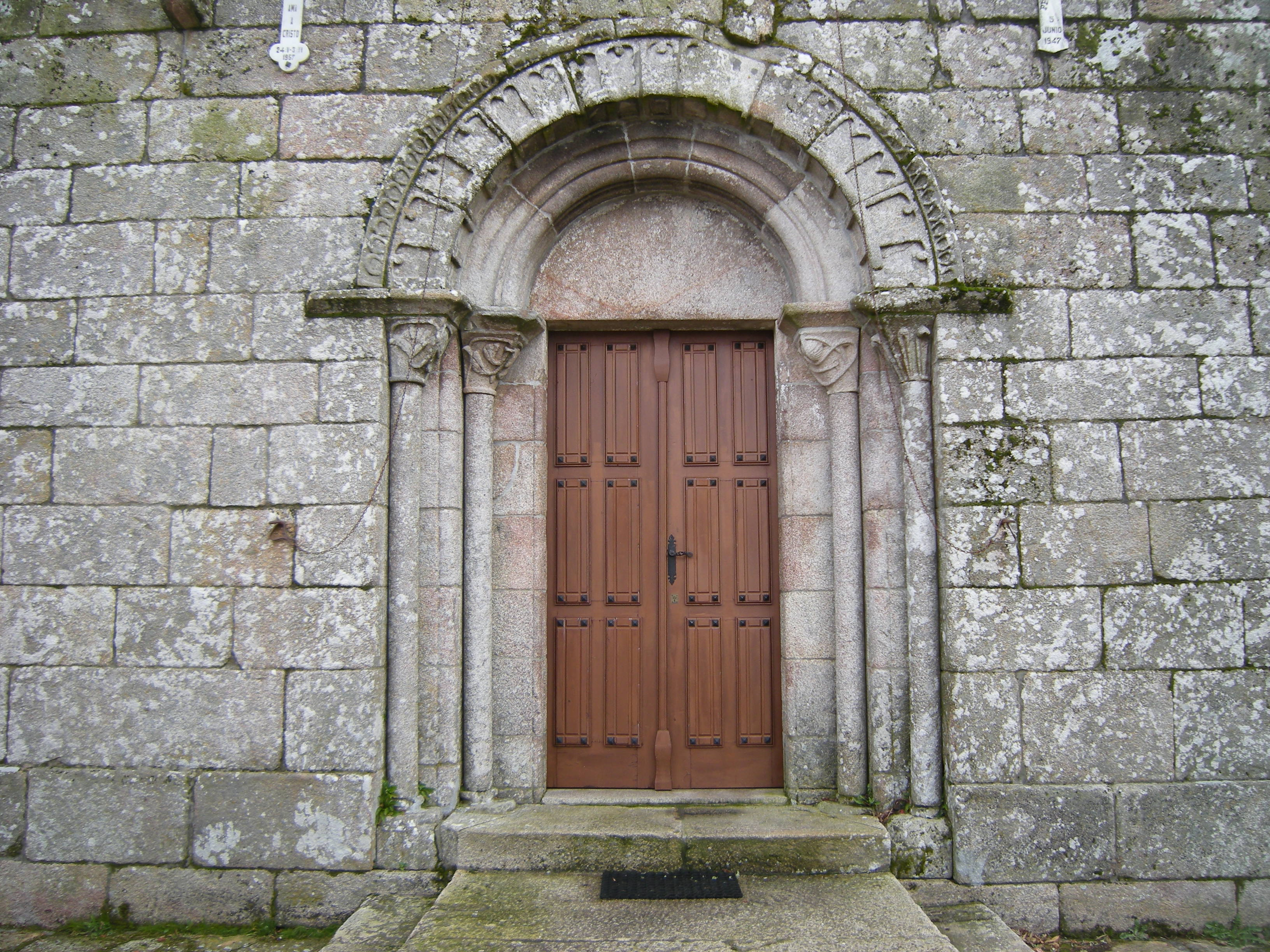
Portada occideltal de la iglesia.
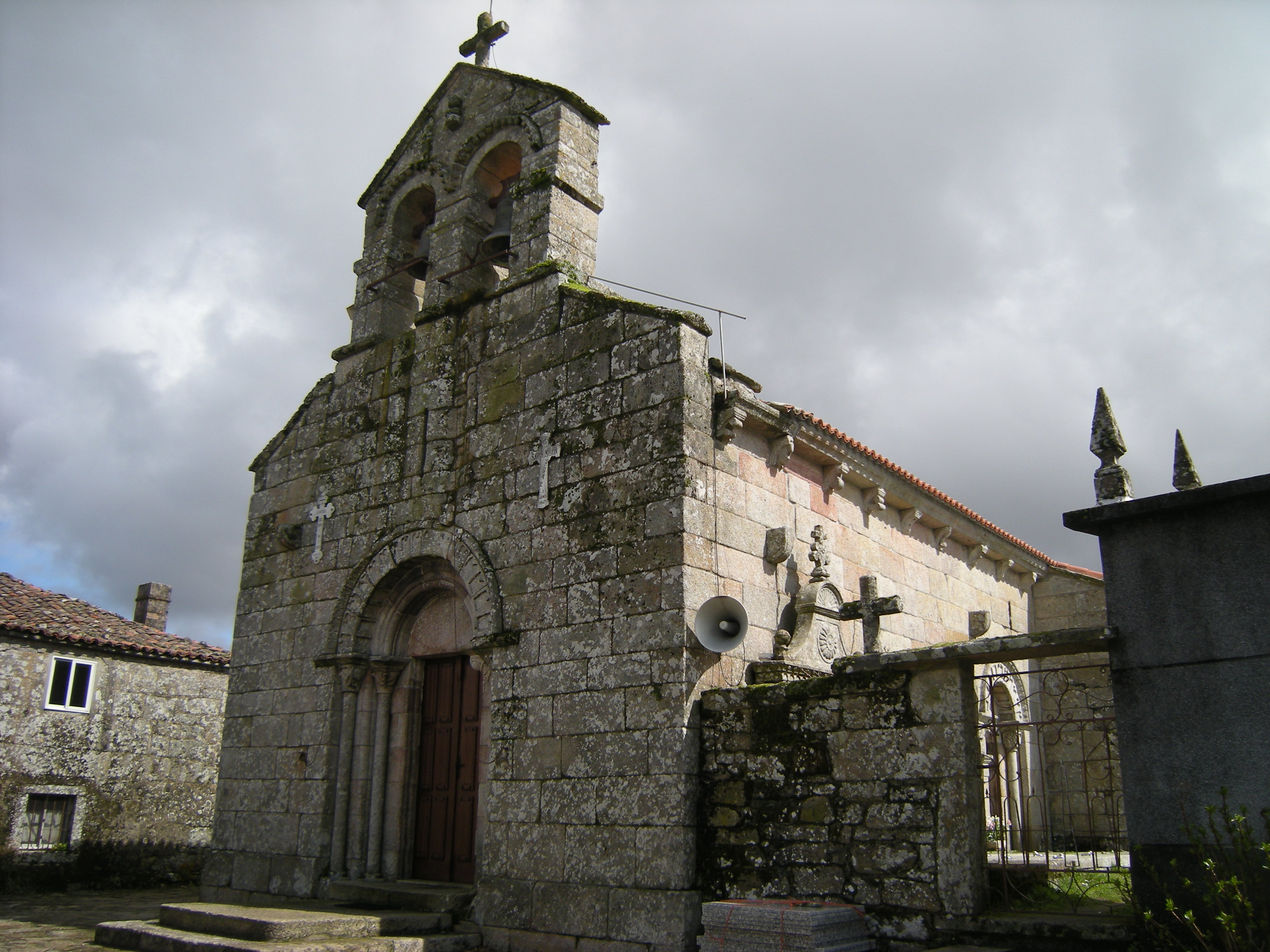
Iglesia de Santa María de Ventosa.

## Lugares
Los lugares de la parroquia de Ventosa son:
- A Eirexe
- Axiaz
- Buxán
- Cartimil
- Eirexa Nova (Grixanova)
- Laxe
- Monte (Aldea do Monte)
- Os Toxás
- Quintela
- Río
- Trailamas (Treilamas)
- Vilar